# Seznam uměleckých realizací ve veřejném prostoru v Petrovicích (Praha)
Seznam uměleckých realizací v Petrovicích v Praze 15 obsahuje tvorbu výtvarných umělců umístěnou ve veřejném prostoru v katastrálním území Petrovice. Seznam je řazen podle ulic a nemusí být úplný.

## Seznam uměleckých realizací
| Název                | Fotografie                                                                       | Lokace                                                  | Autor                     | Rok  | Popis                       | Poznámka                             |
| -------------------- | -------------------------------------------------------------------------------- | ------------------------------------------------------- | ------------------------- | ---- | --------------------------- | ------------------------------------ |
| Země                 | Kategorie „Země (Olbram Zoubek)“ na Wikimedia Commons                            | Edisonova 429 50°2′8,98″ s. š., 14°33′23,72″ v. d.      | Olbram Zoubek (1926–2017) | 1989 | socha, kov                  | Místní knihovna Petrovice, balkon    |
| Mořská hladina       | Kategorie „Mořská hladina (Petrovice)“ na Wikimedia Commons                      | Ohmova 271/2 50°2′19,76″ s. š., 14°33′33,66″ v. d.      | neuveden                  |      | dekorativní stěna, keramika | Poliklinika Petrovice                |
| Mozaika s holubicemi | Kategorie „Mozaika s holubicemi (Martin Sladký)“ na Wikimedia Commons            | Ohmova 271/2 50°2′19,93″ s. š., 14°33′36,06″ v. d.      | Martin Sladký (1920–2015) | 1988 | mozaika, kámen              | Poliklinika Petrovice                |
| Milník               | Kategorie „Column with coats of arms in Petrovice (Prague)“ na Wikimedia Commons | Výstavní/Edisonova 50°2′0,29″ s. š., 14°32′40,65″ v. d. | Zdeněk Kučera             | 1975 | milník, vápenec             | křižovatka ulic Výstavní a Edisonova |